# Конференция ООН по стандартизации географических названий

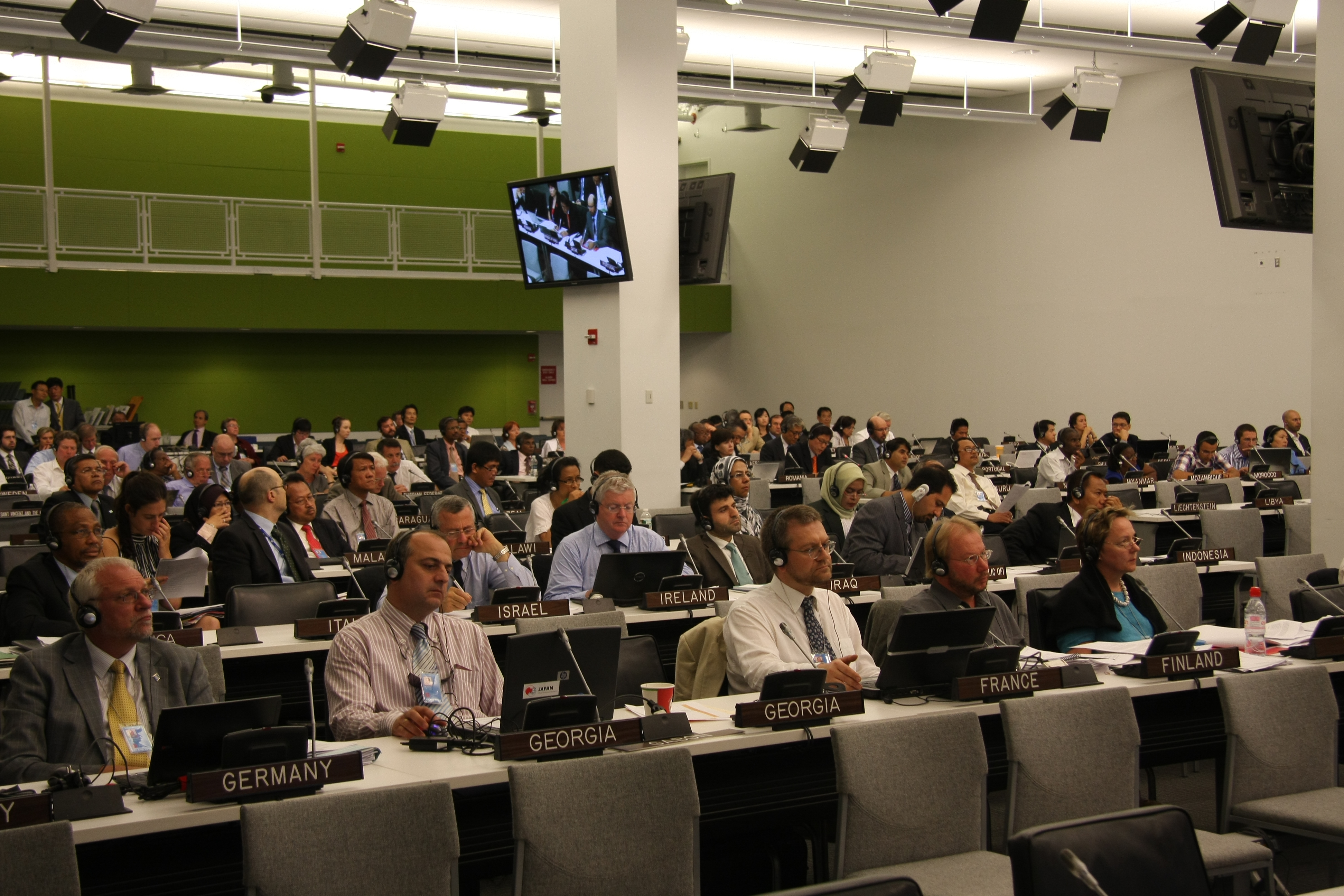
10-я Конференция ООН по стандартизации географических названий, 2012 г.

Конференция ООН по стандартизации географических названий — международная конференция, организованная Статистической комиссией ООН, главной целью которой является содействие стандартизации национальных географических названий. Конференции не преследуют цели урегулирования политических споров между государствами по поводу использования или неиспользования конкретных географических названий.
Конференция проводится раз в пять лет, как правило, в штаб-квартире ООН в Нью-Йорке. Согласно регламенту, конференция может быть проведена в другом месте, если страна-инициатор согласится понести расходы по её организации. В работе конференции принимают участие делегации различных стран, состоящие, как правило, из специалистов по географическим названиям.
Конференции проходили:
- 11-я Конференция ООН по стандартизации географических названий (8-17 августа 2017 г., Нью-Йорк)
- 10-я Конференция ООН по стандартизации географических названий (31 июля — 9 августа 2012 г., Нью-Йорк)
- 9-я Конференция ООН по стандартизации географических названий (21-30 августа 2007 г., Нью-Йорк, США)
- 8-я Конференция ООН по стандартизации географических названий (27 августа — 5 сентября 2002 г., Берлин, Германия)
- 7-я Конференция ООН по стандартизации географических названий (13-22 января 1998 г., Нью-Йорк, США)
- 6-я Конференция ООН по стандартизации географических названий (25 августа — 3 сентября 1992 г., Нью-Йорк, США)
- 5-я Конференция ООН по стандартизации географических названий (18-30 августа 1987 года, Монреаль, Канада)
- 4-я Конференция ООН по стандартизации географических названий (24 августа — 14 сентября 1982 г., Женева, Швейцария)
- 3-я Конференция ООН по стандартизации географических названий (17 августа — 7 сентября 1977 г., Афины, Греция)
- 2-я Конференция ООН по стандартизации географических названий (10 — 31 мая 1972 г., Лондон, Великобритания)
- 1-я Конференция ООН по стандартизации географических названий (4-22 сентября 1967 г., Женева, Швейцария)[1].